# Zboriv
Pour les articles homonymes, voir Zborov.
Zboriv (en ukrainien : Зборів) ou Zborov (en russe : Зборов, en polonais : Zborów) est une ville de l'oblast de Ternopil, dans l’Ouest de Ukraine. Sa population s'élevait à 6 621 habitants en 2022.

## Géographie
Zboriv est arrosée par la rivière Strypa et se trouve à 34 km à l'ouest-nord-ouest de Ternopil, et à environ 80 km à l'est de la métropole régionale de Lviv.

## Histoire
La première mention de Zboriv se trouve dans un document de 1166. En 1241, lors de l'invasion mongole de l'Europe, elle est saccagée et détruite. En 1639, la ville, alors appelée Zborów, reçoit des privilèges urbains. Son nom actuel provient d'une famille de nobles polonais, les Zborowscy. Dix ans plus tard, Zborów est assiégée par les armées cosaques et tatares au cours du soulèvement de Bohdan Khmelnytsky.
En 1913, Zborów compte environ 6 000 habitants dont 2 300 Juifs, le reste étant composé de 1 300 Polonais et 2 400 Ukrainiens. Pendant la Première Guerre mondiale, en juin 1916, une partie des combats de l’offensive Broussilov se déroulent à proximité, entre Lemberg et Tarnopol, et en juillet 1917 de violents combats ont lieu autour de la ville entre l'armée autrichienne et les légionnaires tchécoslovaques, ces derniers s'emparant un temps de la ville. En 1921, à la suite de la guerre soviéto-polonaise, Zborów est rattachée à la Pologne et devient le siège d'un powiat au sein de la voïvodie de Tarnopol.

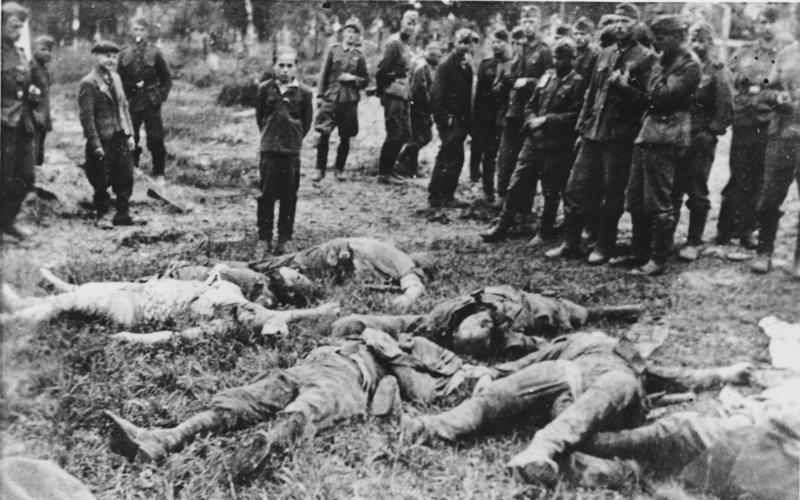
À Zboriv, dans le cadre de la Shoah par balles, le 5 juillet 1941, un jeune adolescent est amené sur les lieux du meurtre de sa famille. Peu après, il va lui aussi être exécuté, d'une balle dans la nuque par le préposé nazi qui se tient, avec une arme, quelques mètres derrière lui.

Au début de la Seconde Guerre mondiale, Zborów, alors petite ville du Sud-Est de la Pologne, est d’abord occupée par l’Union soviétique en septembre 1939 dans le cadre de l'invasion conjointe de la Pologne par l'Allemagne (à l'ouest) et par l'URSS (à l'est), opération coordonnée qui a été convenue quelques semaines plus tôt lors de la conclusion du Pacte germano-soviétique. Près de deux années plus tard, après le déclenchement de l'invasion de l'Union soviétique le 22 juin 1941, Zborów est occupée par l'Allemagne nazie dès le 2 juillet. La communauté juive de la ville et de nombreux Juifs des localités voisines, regroupés dans le ghetto de Zborów, y sont assassinés dès le mois de juillet 1941 dans la ville et ses environs ; ensuite, au cours de l'année 1942, les survivants sont envoyés au camp d'extermination de Belzec pour y disparaître.
Zborów est complètement détruite durant l'offensive de l'Armée rouge de l'été 1944 : elle est libérée de l'occupation allemande le 22 juillet et les Soviétiques retrouvent la ville qu'ils avaient déjà investie eux-mêmes cinq ans plus tôt. Après les accords de Yalta de février 1945, la défaite allemande de mai 1945 et le traité de Paris de 1947 qui officialise le déplacement de la frontière soviéto-polonaise le long de la ligne « Curzon B », la ville n'est plus polonaise mais soviétique : elle fait désormais partie de la république socialiste soviétique d'Ukraine, et ce pour près de cinquante ans. Zborów est alors rebaptisée en Zboriv.
Dans les années de l'après-guerre, la ville est reconstruite et réaménagée.
Après l'éclatement de l’Union soviétique (1991), la ville reste en Ukraine, maintenant indépendante. Mais l'économie locale s'effondre presque complètement : à la fin des années 1990, de nombreux habitants partent travailler à l'étranger comme main-d'œuvre peu qualifiée.

## Population
Recensements (*) ou estimations de la population :
| 1880* | 1890* | 1900* | 1910* | 1921* |
| ----- | ----- | ----- | ----- | ----- |
| 3 878 | 4 069 | 4 829 | 5 656 | 3 730 |

| 1959* | 1970* | 1979* | 1989* | 2001* |
| ----- | ----- | ----- | ----- | ----- |
| 3 169 | 3 684 | 4 377 | 6 809 | 7 436 |

| 2009  | 2010  | 2011  | 2012  | 2013  |
| ----- | ----- | ----- | ----- | ----- |
| 7 333 | 7 286 | 7 163 | 7 018 | 6 923 |

## Transports
Zboriv est reliée à Ternopil par le chemin de fer (35 km) et par la route (36 km).

## Personnalités liées à la ville
- Milena Roudnytska (1892-1976), éducatrice, militante, femme politique et écrivaine, est née à Zboriv.

## Galerie de photos

Quelques édifices de Zboriv
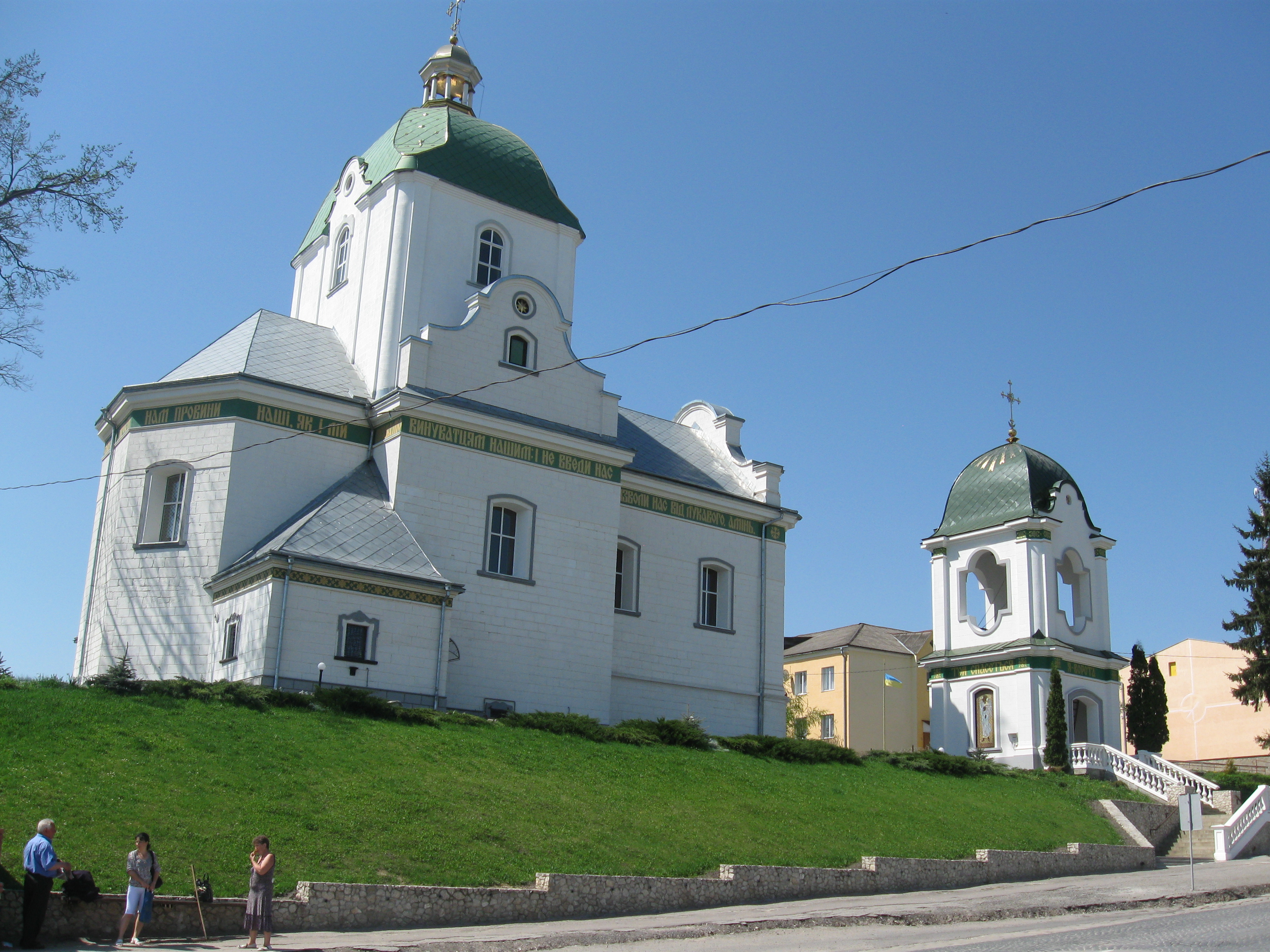
Église orthodoxe de Zboriv.
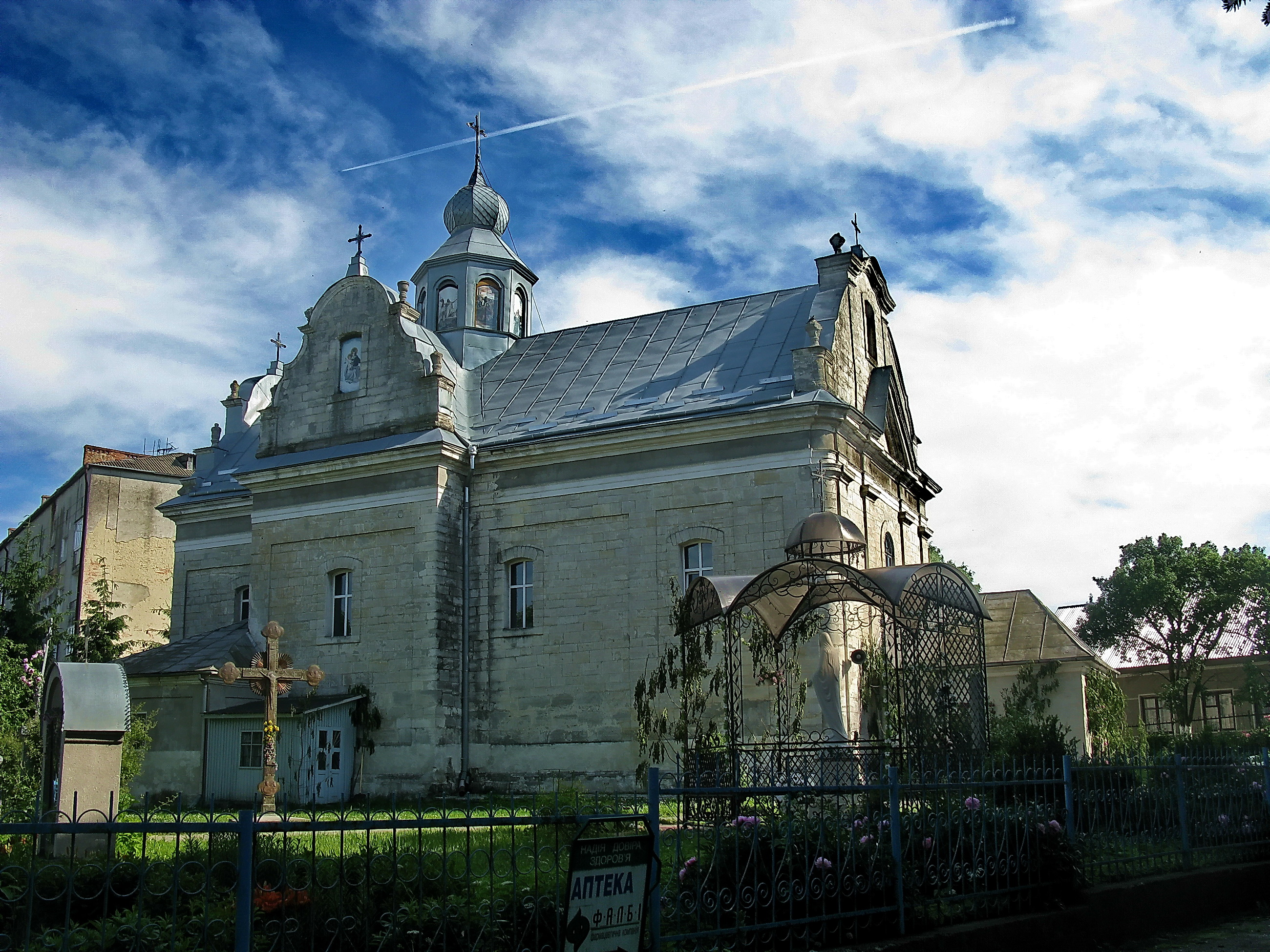
Église catholique.
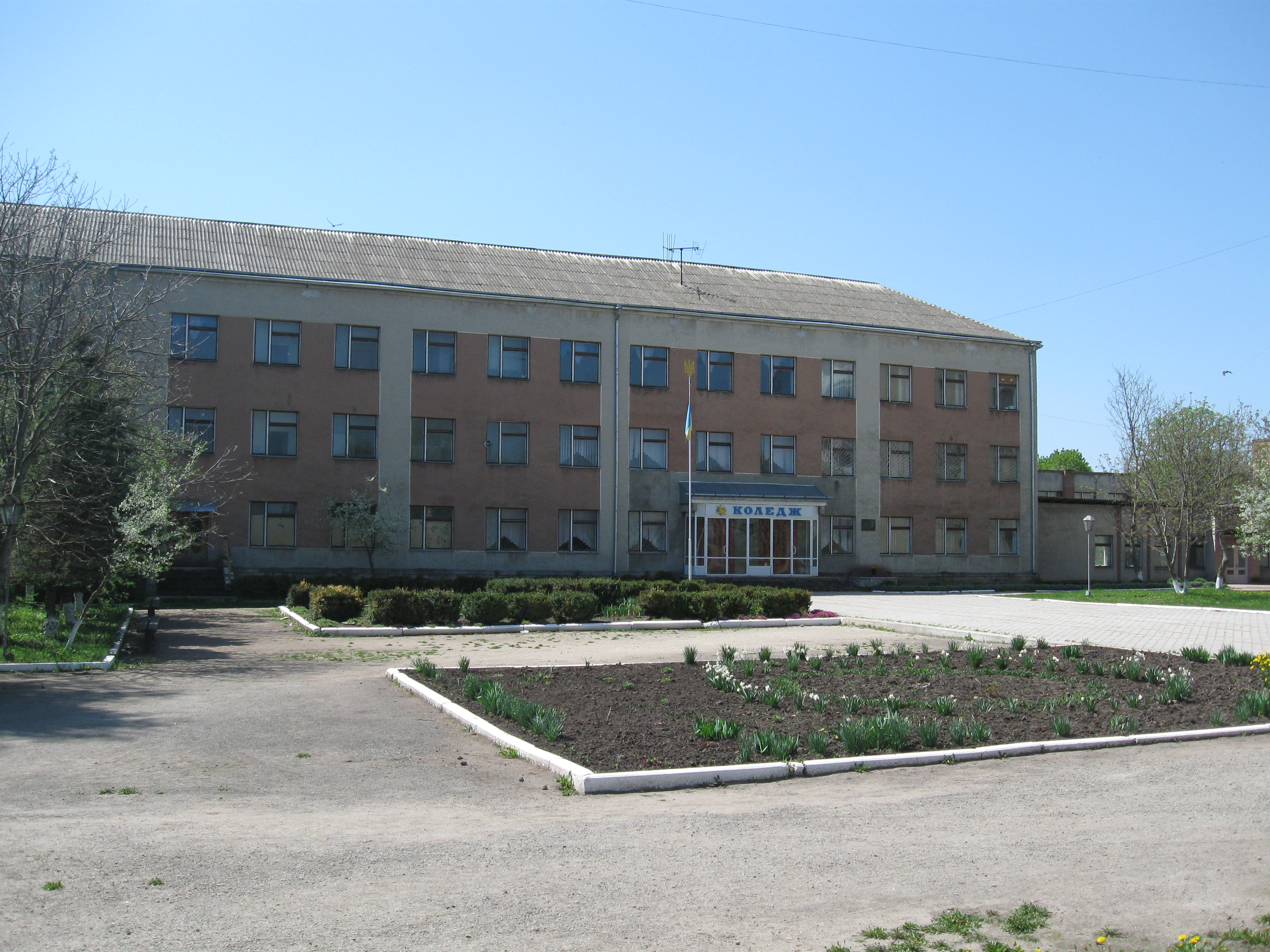
Collège de Zboriv.
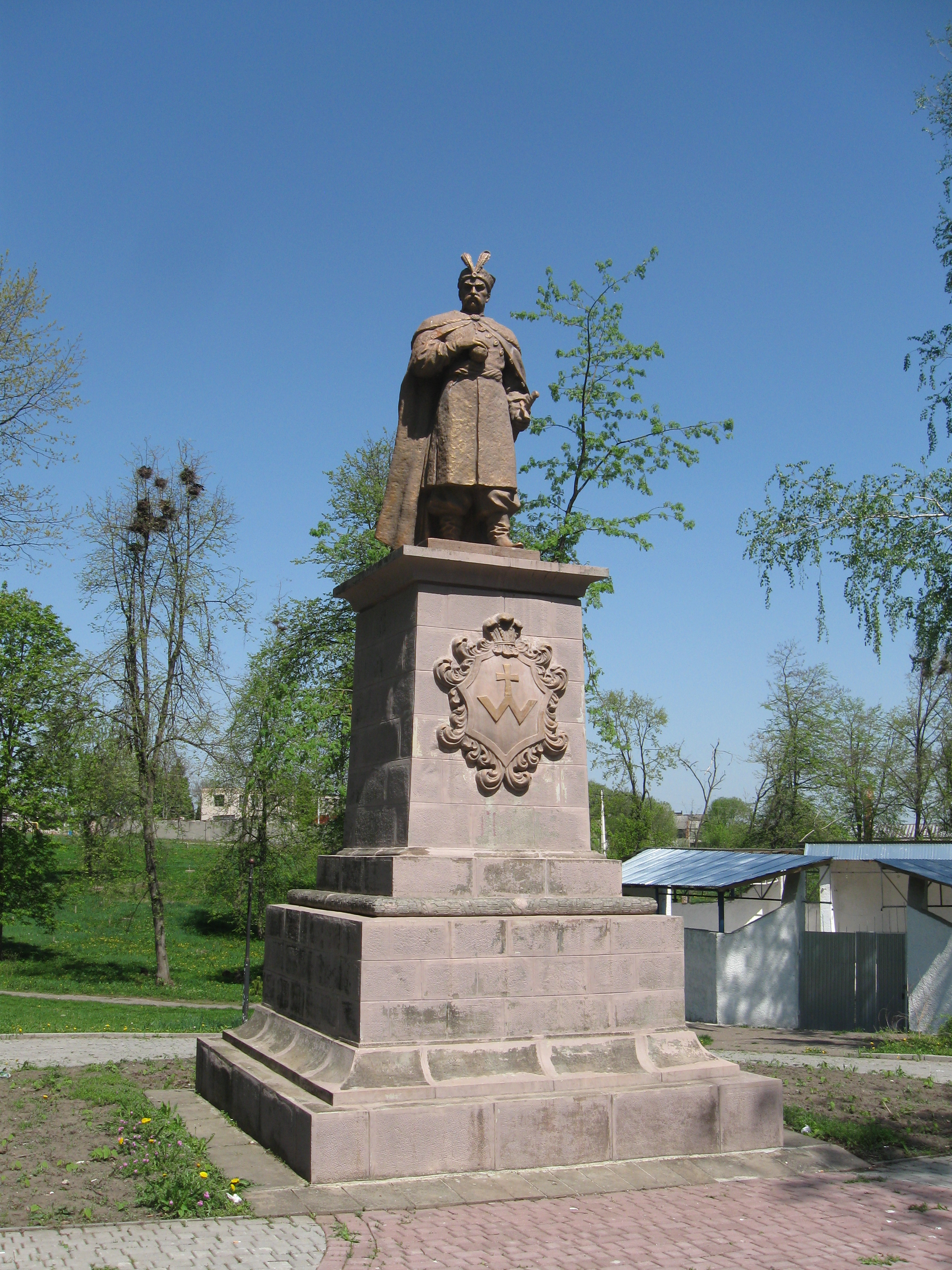
Monument dédié à Bohdan Khmelnytsky.
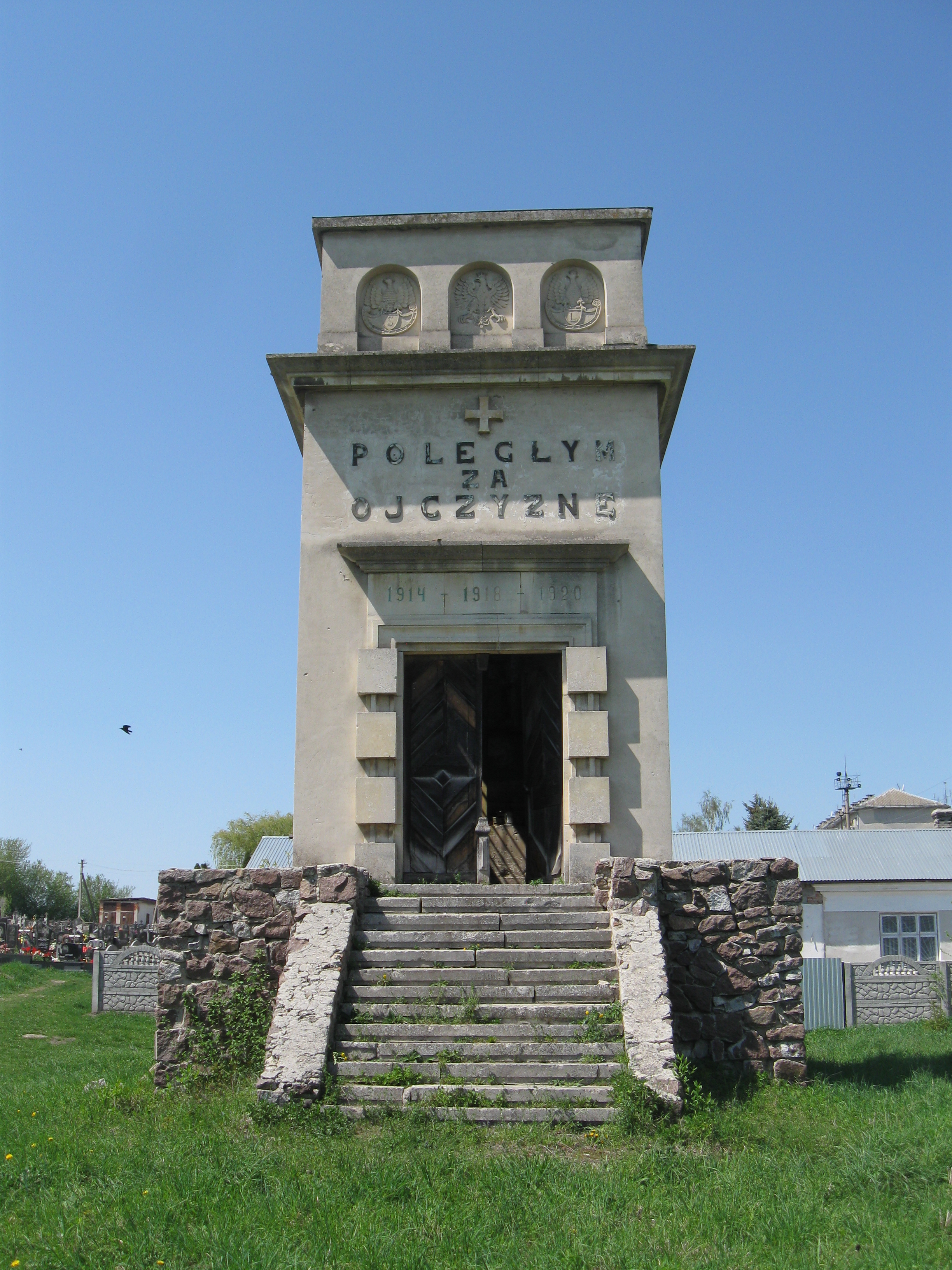
Monument à la guerre soviéto-polonaise.